# Jorubi
Jorubi so pleme sudanskih črncev v zahodni Nigeriji, Togu in Dahomeju. Živijo v Jugozahodni Afriki.
Jorubi, ki jih je okoli 25 milijonov, govorijo sudanski jezik. Danes živijo v več Afriških državah. Ukvarjajo s poljedelstvom in živinorejo. Znani so predvsem po vzreji konj. Jorubi so odlični kovači, lončarji in rezbarji. Zelo znana je njihova glinasta in bronasta plastika. Danes so pretežno kristjani.
Jorubi so imeli svojo državo, ki je obstajala med 11. in 18. stoletjem. Država je imela visoko razvite različne obrti - tkanje, barvanje tkanin z indigom, lončarstvo, pletenje rogoznic itd. ter mestna naselja, posebno še Ibadan, Ifa in Oyo. 
V drugi polovici 19. stoletja so Jorubi ponovno ustanovili več samostojnih držav, ki pa so že s koncem 19. stoletja vse prišle pod kolonialno oblast Združenega kraljestva.